# Ollombo
Ollombo est une localité de la République du Congo, chef-lieu du district homonyme, située dans la région des Plateaux à plus de 380 km de la capitale Brazzaville sur la route nationale numéro 2 après Gamboma.
Ses habitants produisent beaucoup de manioc[réf. nécessaire]. On y trouve aussi un aéroport international.

## Personnalités liées
- Lucien Ebata (1969-), homme d'affaires, né à Ollombo